# Peter I Ekman
Peter Danielsson Ekman, född 1663 i Vänersborg, död där 1716, var en svensk affärsman och rådman. Han tillhörde den släkt somkallas  "Ekman från Göteborg", men som är av värmländsktursprung. I genealogisk litteratur betecknas han som Peter I Ekman för att skilja honom från hans son och sonson med samma namn. Han är stamfader för släktens äldre huvudlinje, "Göteborgsgrenen".

## Biografi
Ekman fortsatte faderns handelsverksamhet i Vänersborg, efter dennes död 1695. Efter hand specialiserade han sig alltmer på handel med trävaror, främst master. Han anlade en betydande sågverksrörelse vid Trollhättefallen, vilket gjorde att han fick större del av förädlingsvinsterna. När han gick bort 1716, övertog hustrun Regina rörelsen och fick senare hjälp av parets yngste son, Peter Ekman II. Ekman var järnfaktor i Vänersborg och en av stadens 24 äldste där (1708), därefter rådman (1710) där samt stadskapten och chef för borgarmilisen. 

## Familj
Peter Ekmans föräldrar var Daniel Jonsson Ekman (1632–1695) och Elisabeth Marcus (död 1719), dotter till göteborgsbagaren Anders Marcus. Han gifte sig 1695 med Regina Lind, dotter till rådmannen och handelsmannen i Karlstad Erik Lind och dennes hustru i första giftet Anna Eriksdotter Lideman. 
Barn
- Daniel Petersson Ekman (född 1696), fänrik vid Hallands regemente. Gift men barnlös.
- Anna Maria Ekman (född 1697). Gift 1715 med regementsfältskären vid Västgöta-Dals regemente, Adam Faselius.[3]
- Erik Ekman (1699–omkring 1752), löjtnant. Gift med Maria Beata Uggla. Deras son Johan Georg, född 1731, etablerade sig som köpman i Göteborg under firma J.G. Ekman & Son.[4]
- Carl Fredrik Ekman (1700 eller 1701–1755), fänrik, samarbetade med sin bror Peter (II) om sågar vid Lilla Edet.
- Anders "Andreas" Ekman (född 1702, död i unga år).
- Peter (II) Ekman (1704–1783), handlande i Vänersborg och Åmål, från 1733 i Göteborg.
- Elisabeth (född 1708). År 1727 gifte hon sig med kronofogden i Dalslands södra fögderi Adam Bahrman, som i sitt första äktenskap varit gift med en kusin till henne med samma namn.[3]